# Starkerudstjärnen
Starkerudstjärnen är en sjö i Grums kommun i Värmland och ingår i Göta älvs huvudavrinningsområde.